# Diocesi di Velefi
La diocesi di Velefi (in latino Dioecesis Velefitana) è una sede soppressa e sede titolare della Chiesa cattolica.

## Storia
Velefi, forse identificabile con le rovine di Fedj-Es-Soyoud nell'odierna Algeria, è un'antica sede episcopale della provincia romana di Numidia.
Unico vescovo noto di questa diocesi è Ianuario (Gennaro), il cui nome appare all'80º posto nella lista dei vescovi della Numidia convocati a Cartagine dal re vandalo Unerico nel 484; Ianuario, come tutti gli altri vescovi cattolici africani, fu condannato all'esilio.
Dal 1933 Velefi è annoverata tra le sedi vescovili titolari della Chiesa cattolica; la sede è vacante dal 5 ottobre 2024.

## Cronotassi

### Vescovi residenti
- Ianuario † (menzionato nel 484)

### Vescovi titolari
- João Batista Muniz, C.SS.R. † (9 dicembre 1966 - 16 marzo 1971 dimesso)
- Jorge Bernal Vargas, L.C. † (7 dicembre 1973 - 15 febbraio 1978 dimesso)
- Vicente Macanan Navarra (23 aprile 1979 - 21 novembre 1987 nominato vescovo di Kabankalan)
- Helmut Bauer † (11 luglio 1988 - 5 ottobre 2024 deceduto)